# Protolophus tuberculatus
Protolophus tuberculatus is een hooiwagen uit de familie Sclerosomatidae.